# Mnogo vike ni za što
Mnogo vike ni za što (engl. Much Ado About Nothing), komedija u pet činova engleskog književnika Williama Shakespearea, napisana vjerojatno 1598. – 1599., a tiskana 1600.

## Radnja
Radnja se događa u gradu Messini na Siciliji, koja je tada pod upravom Španjolaca. Namjesnik Messine Leonato ima kćer Heroju i nećakinju Beatrice. Aragonski knez don Pedro se vraća iz uspjelog vojnog pohoda protiv odmetnutog brata don Juana. Dolazi u posjet k prijatelju Leonatu. S don Pedrom stižu i mladi firentinski časnik Claudio, te časnik iz Padove Benedetto s kojim Beatrice odranije vodi verbalne duele. Claudio i Heroja se zaljubljuju. Benedetto i Beatrice nastavljaju s verbalnim suparništvom, i upadaju u šaljivu zamku koji su im pripremili prijatelji te povjeruju kako su međusobno zaljubljeni. Claudio i Heroja se trebaju vjenčati, no radnju zapliće don Juan koji prezire Claudija. Uz Boracciovu pomoć spletkama ga dovodi u uvjerenje kako mu je Heroja bila nevjerna te je Claudio odbacuje pred oltarom. Leonato objavljuje da mu je kći zbog toga umrla od tuge. Ubrzo se saznaje istina te se Claudio i Heroja opet ujedinjuju. Benedetto i Beatrice objavljuju da će se vjenčati skupa s njima. Don Juan biva uhićen.
- Čuvši Heroju i Ursulu, Beatrice pomišlja da je Benedetto zaljubljen u nju
- Glasovita britanska glumica Ellen Terry u ulozi Beatrice
- Komični nadstražar Drjenovina (Dogberry), autor Henry Stacy Marks, 1853.
- Ellen Terry i Henry Irving u ulogama Beatrice i Benedetta
- Claudio optužuje Heroju za nevjeru

## Likovi
- Don Pedro, knez aragonski
- Don Juan, njegov polubrat
- Claudio, mladi grof iz Firence
- Benedetto, mladi plemić iz Padove
- Leonato, namjesnik Messine
- Antonio, njegov brat
- Baltazar, pjevač, don Pedrov sluga
- Corrado, don Juanov pratioc
- Boraccio, don Juanov pratioc
- Fra Francesco, svećenik
- Drjenovina, nadstražar
- Kiseliš, redarstvenik
- Pisar
- Dječak
- Plemić
- Heroja, Leonatova kći
- Beatrice, Leonatova nećakinja, siroče
- Margareta, Herojina družbenica
- Ursula, Herojina družbenica
- Glasnici, svirači, stražari, sluge i dr.[2]